# Hubub ar-Rih
Hubub ar-Rih (arab. هبوب الريح) – miejscowość w Syrii, w muhafazie Hims. W 2004 roku liczyła 1294 mieszkańców.